# Convenevole da Prato

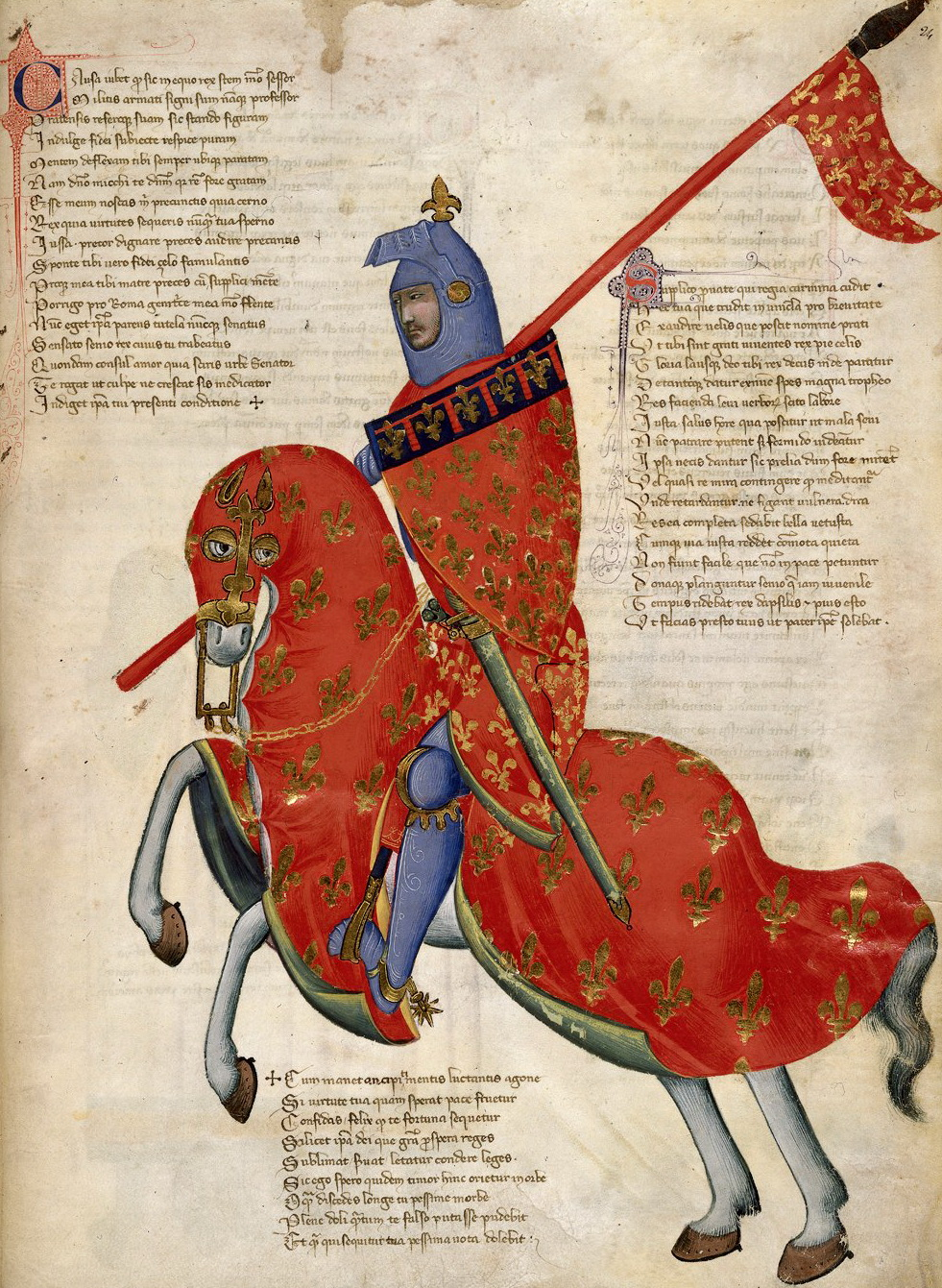
Miniatura dai "Carmina Regia", raffigurante un cavaliere (oggi simbolo della Provincia di Prato)

Stemma della Provincia

Convenevole da Prato (tra 1270 e 1275 – Prato, 1338) è stato uno scrittore, notaio, ambasciatore ed educatore italiano.

## Biografia
Notaio, maestro delle discipline del trivio (grammatica, retorica e dialettica), fu insegnante di  Francesco Petrarca e del fratello Gherardo, istruendo i due ragazzi nei primi elementi della grammatica e della retorica latina poiché il loro padre, il notaio ser Petracco di Parenzo, intendeva fare di loro due giuristi. Petrarca rimase sotto la guida di Convenevole fino al 1316, anno in cui, sempre per volere del padre, fu mandato col fratello a studiare legge a Montpellier.
Non si hanno notizie certe sulla data di nascita del maestro, ma, secondo quanto ci dice Petrarca, nell'anno della morte doveva avere un'età avanzata. Bravo insegnante ma di carattere irrequieto e scombinato, poco abituato alla vita pratica, sempre secondo Petrarca, l'opera letteraria di Convenevole spesso consisteva in componimenti iniziati e mai terminati. Pare comunque che un'opera compiuta attribuita al maestro esista: una raccolta di versi liturgici, circa 3700, intitolati Carmina Regia, e dedicati al re Roberto d'Angiò. Nel libro dei Carmina Regia, l'autore non firma col proprio nome, ma si limita a scrivere "Professor Pratensis", il che ha creato anche un certo dibattito sull'effettiva paternità dell'opera. Quando il maestro morì, agli inizi del 1338, i pratesi desideravano che Petrarca componesse per lui un'epigrafe, ma egli rifiutò, poiché non perdonò mai al maestro l'avergli smarrito il libro di Cicerone dal titolo De Gloria.